# Boiler

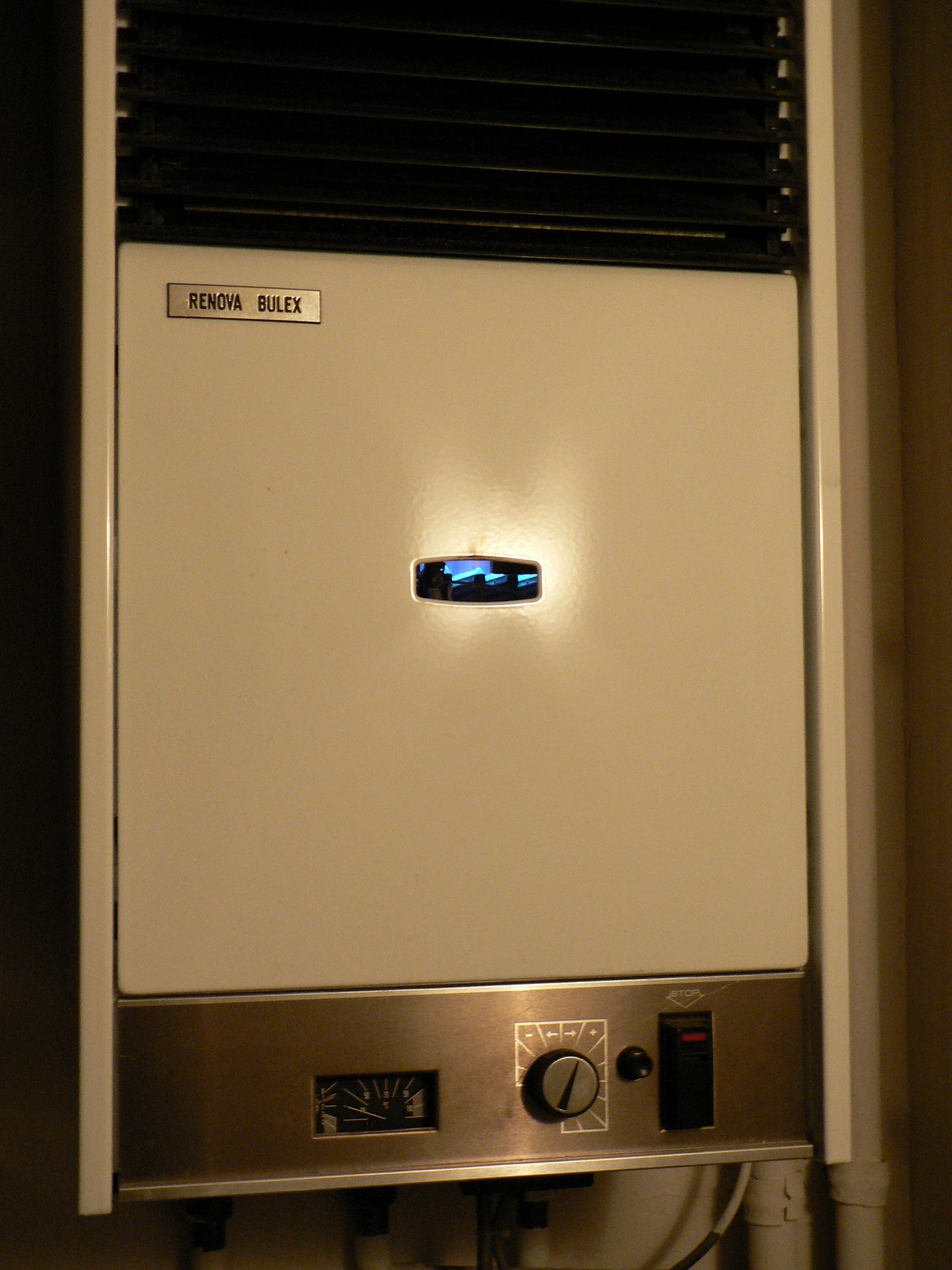
Gasboiler

Een boiler (warmwaterketel, Engels: to boil = koken) is een toestel om water op te warmen, op te slaan en warm te houden.
In tegenstelling tot een warmwatergeiser, waar het water alleen wordt opgewarmd als er vraag naar is (door het openen van de warmwaterkraan), wordt bij een boiler  een voorraad water in een thermisch geïsoleerd vat constant op temperatuur gehouden. Het water kan direct (op gas of elektriciteit) of indirect verwarmd worden (door een cv-ketel op olie, gas of pellets of via een zonnecollector).

## Werking
Bij het tappen van warm water wordt het verbruikte water in de boiler automatisch aangevuld en op temperatuur gebracht. De boiler in een huishouden maakt gebruik van het principe dat koud water zwaarder is dan warm water. De watervoorraad in de boiler wordt aan de onderzijde via een inlaat aangevuld met koud water (of voorverwarmd water uit een zonnecollector) zodra warm water via een uitlaat aan de bovenzijde wordt afgenomen. Als de aansluiting voor de koudwateraanvoer aan de bovenkant zit, wordt het water via een pijp tot onder in het waterreservoir geleid. Zo wordt de waterkolom als het ware omhoog geduwd. Het water beweegt dus van beneden naar boven in de boiler.
In de boiler mengt het koude water zich niet of nauwelijks met het warme water, omdat koud water zwaarder is dan warm water en dus onderin blijft. Het waterpeil in de boiler is altijd constant, het water raakt dus niet "op" zoals vaak wordt gezegd, maar het warme water raakt op. De boiler kan de warmwatervraag op dat moment niet aan, omdat de opwarmtijd van het water op dat moment te lang is om de temperatuur op peil te houden.

## Typen

### Gasboiler
In het midden van het waterreservoir van een gasboiler zit verticaal de vlampijp, met daaronder de gasbrander. Wanneer er warm water verbruikt wordt, ontsteekt het gas niet direct. Er stroomt dan wel nieuw water in, maar het gas ontsteekt pas als de watertemperatuur onder het ingestelde  minimum komt.

### Indirect gestookte boiler
Men kan ook warm water bereiden met behulp van de cv-ketel. Dit gebeurt met een in de nabijheid van de ketel, los geplaatste boiler, of een die in de cv-ketel is geïntegreerd, de zogenaamde combiketel. Het cv water van de ketel stroomt hierbij door de warmtewisselaar van de boiler en verwarmt hierdoor indirect het water in de boiler. Dit alles werkt volgens het tegenstroomprincipe waarbij het warme water van de cv van boven naar beneden door een spiraalvormige gewikkelde koperen buis door de boiler wordt gepompt. Het afgekoelde water wordt naar de ketel teruggevoerd waar het weer wordt opgewarmd; het circuleert tussen de ketel en de boiler.

### Elektrische boiler
Een elektrische boiler verwarmt het water door middel van een verwarmingselement dat aangestuurd wordt door een thermostaat. Voordelen ten opzichte van gasboilers zijn: elektrische boilers zijn kleiner, vergen minder onderhoud, vereisen geen rookgasafvoer en verbruiken geen zuurstof. Ze kunnen overal geplaatst worden waar water en elektriciteit voorhanden is. Nadeel is de hogere energiekosten omdat elektriciteit duurder is dan gas, alhoewel deze kosten omlaag te brengen zijn door (bij een geïnstalleerde dubbeltariefmeter) optimaal gebruik te maken van het daltarief. Verdere nadelen zijn: de langere benodigde opwarmtijd en dat er soms een driefasenaansluiting nodig is, plus een eigen groep in de meterkast. In gebieden met hard water kan er kalkaanslag ontstaan op het verwarmingselement waardoor dit niet meer efficiënt werkt.
Tegenwoordig zijn er kleine elektrische boilers verkrijgbaar (10 tot 20 liter inhoud) die in het keukenkastje onder de kraan worden gemonteerd. Dit type boiler, dat zonder wachttijd warm water levert, wordt ook wel close-in boiler genoemd.

### Zonneboiler
Een zonneboiler maakt gebruik van de warmtestraling van het zonlicht. Zonneboilers worden op dezelfde manier opgewarmd als een indirect gestookte boiler, maar de verwarming van het circulerende water vindt plaats in een zonnecollector.